# Аветісян Абов Аветикович
Абов Аветикович Аветісян (нар. 3 жовтня 2001, Донецьк, Україна) — український та вірменський футболіст, правий захисник.

## Клубна кар'єра
Народився в Донецьку, вихованець дитячої академії місцевого «Шахтаря». У ДЮФЛУ виступав за маріупольський «Азовсталь-2» та донецького «Металурга». У 2014 році через початок російсько-української війни переїхав з Донецька до Закарпатської області. Потім виїхав до Угорщини, спочатку виступав на молодіжному рівні за «Тарпу». У 2019 році потрапив до структури «Кішварди». За першу команду клубу дебютував 13 червня 2020 року в програному (0:1) виїзному поєдинку 29-го туру чемпіонату Угорщини проти «Ференцвароша». Ашот вийшов на поле на 46-ій хвилині, замінивши Слободана Симовича.

## Статистика виступів
Станом на 13 червня 2020.
| Клуб              | Сезон             | Ліга               | Ліга  | Ліга | Кубок | Кубок | Континентальні | Континентальні | Інші  | Інші | Загалом | Загалом |
| Клуб              | Сезон             | Дивізіон           | Матчі | Голи | Матчі | Голи  | Матчі          | Голи           | Матчі | Голи | Матчі   | Голи    |
| ----------------- | ----------------- | ------------------ | ----- | ---- | ----- | ----- | -------------- | -------------- | ----- | ---- | ------- | ------- |
| «Кішварда»        | 2019–20           | Чемпіонат Угорщини | 1     | 0    | 0     | 0     | —              | —              | 0     | 0    | 1       | 0       |
| «Кішварда»        | Загалом           | Загалом            | 1     | 0    | 0     | 0     | 0              | 0              | 0     | 0    | 1       | 0       |
| Усього за кар'єру | Усього за кар'єру | Усього за кар'єру  | 1     | 0    | 0     | 0     | 0              | 0              | 0     | 0    | 1       | 0       |